# Walker Basin

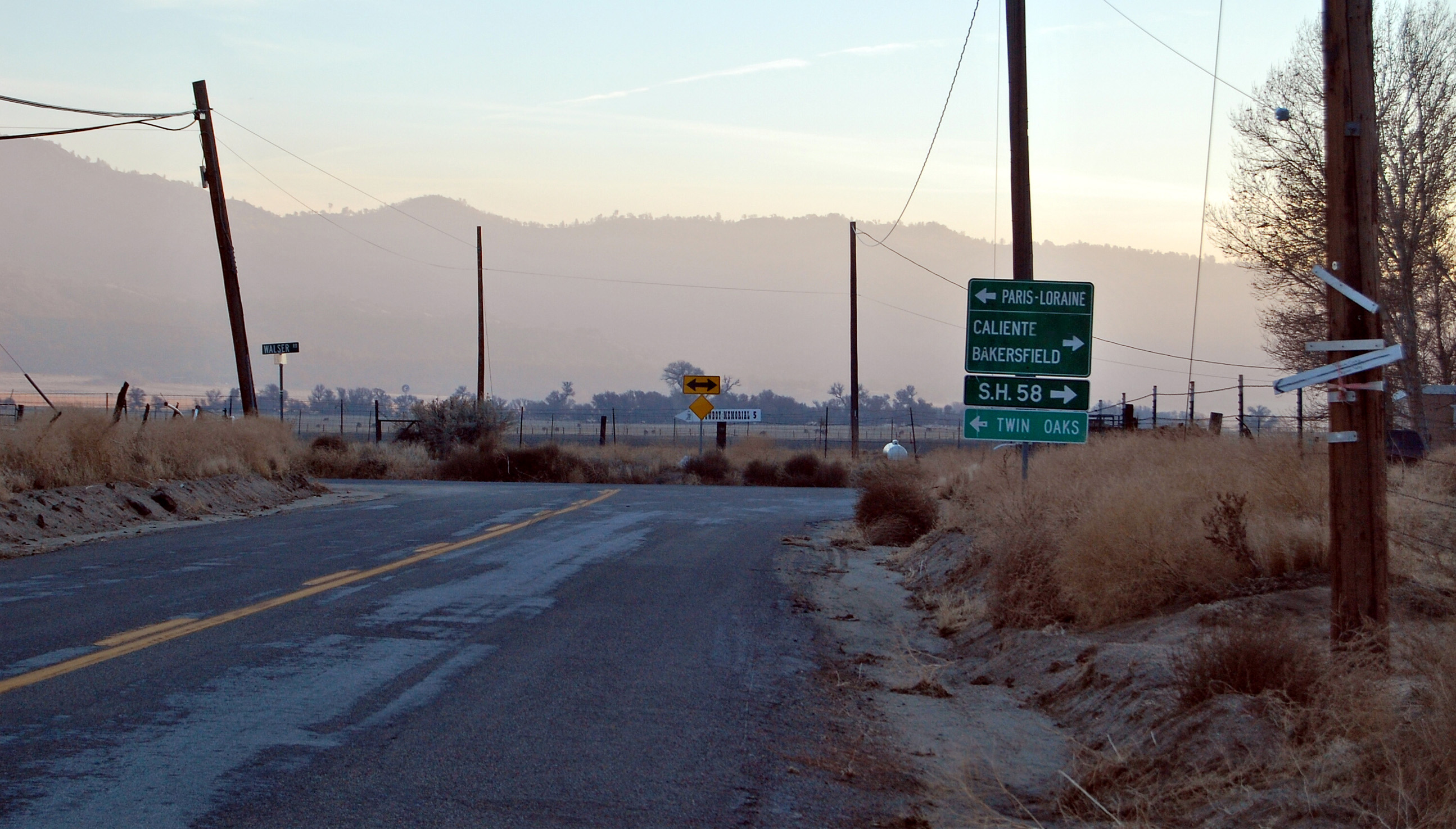
Caliente Bodfish Road, Walker Basin, Kalifornien

Das Walker Basin ist ein Tal in der südlichen Sierra Nevada, im Kern County, Kalifornien. Es ist benannt nach Joseph R. Walker, der die Gegend im 19. Jahrhundert erforschte.

## Geografie
Das Walker Basin liegt südlich des Lake Isabella, östlich von Bakersfield und nördlich des Tehachapi Pass, nahe der südlichen Grenze des Sequoia National Forest. Im Westen des Tals befindet sich der Breckenridge Mountain, im Osten der Piute Mountain. Die Ortschaft Havilah liegt nördlich des Walker Basin, Fig Orchard und Millersville liegen südlich. Im Walker Basin lag die Siedlung Joe Walker Town in der Nähe der Joe Walker Mine.